# Visit to Ukraine
Visit to Ukraine (з англ. — «Візит до України») — студійний альбом, записаний Софією Ротару в 1975 році в студії APON, Canada, перша довгограюча платівка співачки Софії Ротару випущена в Канаді, з піснями українською мовою. Ця платівка вийшла у Канаді, вона не входить в офіційну дискографию співачки, тому являє собою цікавий реліз, що належить до дуже ранньої творчості співачки.

## Зміст
Альбом містить 10 пісень з репертуару Софії Ротару.

## Список пісень
- «Червона рута»
- «Сизокрилий птах»
- У Карпатах ходить осінь
- Два перстені
- Жовтий лист
- Водограй
- Балада про скрипки
- О, чорна я си чорна
- Пісня буде з нами
- На Івана Купала

## Перевидання
Цей альбом не перевидавався.